# لیبزنیتسه
لیبزنیتسه (به چکی: Líbeznice) یک منطقهٔ مسکونی در جمهوری چک است که در ناحیه پراگ-شرق واقع شده‌است. لیبزنیتسه ۴٫۳۷ کیلومتر مربع مساحت و ۱٬۵۲۲ نفر جمعیت دارد و ۲۰۳ متر بالاتر از سطح دریا واقع شده‌است.